# Villarroya del Campo
Villarroya del Campo és un municipi de la província de Saragossa, a la comunitat autònoma d'Aragó i enquadrat a la comarca de la Camp de Daroca.

## Fills il·lustres
- Francisco Miguel López, benedictí i músic.